# ماسارو إكيدا
ماسارو إكيدا أو ( إكيدا ماسارو ) ( ولد في 72 شتنبر 1942 في طوكيو ، اليابان ) هو مؤدي أصوات ياباني.

## الأدوار
- بدور لوري إتشيفاريا في الفرسان والسحر
- مغامرات توم سوير (أنمي)
- الوميض الأزرق
- بوسكو في عدنان و لينا
- دكتور روس في جنود السايبورغ
- دون أريستوليس في سنان
- ألكسندر في ماوكلي
- بيل وسيباستيان (أنمي)
- الحوت الأبيض (أنمي)
- بيرين
- اللص غوليم في بوكيمون
- إكي يونيدا في ساكورا
- رحلة العجائب
- ليريا - بوبو

## المرجع
http://www.animenewsnetwork.com/encyclopedia/people.php?id=1156

## روابط خارجية
- ماسارو إكيدا على موقع IMDb (الإنجليزية)
- ماسارو إكيدا على موقع قاعدة بيانات الفيلم (الإنجليزية)
- ماسارو إكيدا على موقع ANN person (الإنجليزية)